# 기자 (이집트)
기자(영어: Giza, 아랍어: الجيزة 알 지자[*], 이집트 아랍어: الجيزة 엘 기자)는 카이로, 알렉산드리아 다음으로 이집트에서 세 번째로 큰 도시이며, 아프리카 내에서도 킨샤사, 라고스, 카이로 다음으로 인구가 네 번째로 많은 도시이다. 기자주의 중심 도시이며 2017년 이집트 인구 조사 당시 총 인구가 4,872,448명이었다. 카이로 중심부에서 반대편 쪽인 나일강 서안에 위치했으며, 대카이로의 일부에 속한다. 기자는 파라오 나르메르의 집권기인 대략 기원전 3100년경 통일 이집트 왕국의 수도였던 멤피스 (멘네페르, 오늘날 미트라히나)에서 북쪽으로 30 km (18.64 mi)가 안 되는 거리에 위치해 있다.
고대 이집트 이래 도시로서, 쿠푸의 대피라미드를 비롯해 3대 피라미드와 대스핑크스가 있는 유적지로 세계적으로 유명하다.

## 기후
| Giza의 기후                                  | Giza의 기후 | Giza의 기후 | Giza의 기후 | Giza의 기후 | Giza의 기후 | Giza의 기후 | Giza의 기후 | Giza의 기후 | Giza의 기후 | Giza의 기후 | Giza의 기후 | Giza의 기후 | Giza의 기후 |
| 월                                           | 1월         | 2월         | 3월         | 4월         | 5월         | 6월         | 7월         | 8월         | 9월         | 10월        | 11월        | 12월        | 연간        |
| -------------------------------------------- | ----------- | ----------- | ----------- | ----------- | ----------- | ----------- | ----------- | ----------- | ----------- | ----------- | ----------- | ----------- | ----------- |
| 역대 최고 기온 °C (°F)                       | 28 (82)     | 30 (86)     | 36 (97)     | 41 (106)    | 43 (109)    | 46 (115)    | 41 (106)    | 43 (109)    | 39 (102)    | 40 (104)    | 36 (97)     | 30 (86)     | 46 (115)    |
| 일평균 최고 기온 °C (°F)                     | 19.3 (66.7) | 20.9 (69.6) | 24.2 (75.6) | 28.4 (83.1) | 32.0 (89.6) | 34.9 (94.8) | 34.5 (94.1) | 34.4 (93.9) | 32.4 (90.3) | 30.2 (86.4) | 25.4 (77.7) | 21.1 (70.0) | 28.1 (82.6) |
| 일일 평균 기온 °C (°F)                       | 13.0 (55.4) | 14.0 (57.2) | 17.2 (63.0) | 20.5 (68.9) | 24.0 (75.2) | 27.1 (80.8) | 27.5 (81.5) | 27.5 (81.5) | 25.6 (78.1) | 23.5 (74.3) | 19.2 (66.6) | 15.0 (59.0) | 21.2 (70.1) |
| 일평균 최저 기온 °C (°F)                     | 6.8 (44.2)  | 7.2 (45.0)  | 10.3 (50.5) | 12.7 (54.9) | 16.1 (61.0) | 19.3 (66.7) | 20.6 (69.1) | 20.7 (69.3) | 18.9 (66.0) | 16.8 (62.2) | 13.0 (55.4) | 8.9 (48.0)  | 14.3 (57.7) |
| 역대 최저 기온 °C (°F)                       | 2 (36)      | 4 (39)      | 5 (41)      | 8 (46)      | 11 (52)     | 16 (61)     | 17 (63)     | 17 (63)     | 16 (61)     | 11 (52)     | 4 (39)      | 4 (39)      | 2 (36)      |
| 평균 강수량 mm (인치)                        | 4 (0.2)     | 3 (0.1)     | 2 (0.1)     | 1 (0.0)     | 0 (0)       | 0 (0)       | 0 (0)       | 0 (0)       | 0 (0)       | 0 (0)       | 3 (0.1)     | 4 (0.2)     | 17 (0.7)    |
| 출처 1: Climate-Data.org                     |             |             |             |             |             |             |             |             |             |             |             |             |             |
| 출처 2: Voodoo Skies for record temperatures |             |             |             |             |             |             |             |             |             |             |             |             |             |

## 같이 보기
- 기자의 피라미드
- 기자의 대스핑크스
- 기자의 대피라미드